# Gordon Stewart Northcott
Gordon Stewart Northcott, apodado El Asesino del Gallinero, (9 de noviembre de 1906 - 2 de octubre de 1930) fue un granjero y asesino en serie canadiense conocido por realizar una serie de secuestros y asesinatos de niños que tuvieron lugar en Los Ángeles entre 1926 y 1928, bajo el nombre de Crímenes de Wineville.

## Biografía
Gordon Northcott nació en Bladworth, Saskatchewan, Canadá, pero se crio en la Columbia Británica. Hijo de George Cyrus Northcott y de Sarah Louise Northcott. En 1924 se mudó a Los Ángeles con su familia. Dos años después, a los 19 años, Northcott le pidió a su padre que comprara un terreno en la comunidad de Wineville , ubicada en el condado de Riverside, California , donde construyó un rancho de pollos y una casa con la ayuda de su padre y su sobrino, Sanford Clark. Este fue el pretexto que usó Northcott para traer a Clark de Bladworth a los Estados Unidos. A la llegada del niño al rancho de Wineville, Northcott comenzó a golpear y abusar sexualmente de Clark.
En 1926, sin embargo, Gordon Northcott empezó a tener atracción sexual por los niños. Entre los niños secuestrados se encontraban Walter Collins, desaparecido el 10 de marzo de 1928, los hermanos Lewis y Nelson Winslow, desaparecidos en Pomona el 16 de mayo de 1928, y un niño mexicano que no pudieron identificar.
En agosto de 1928, preocupada por su bienestar, la hermana mayor de 19 años de Clark, Jessie, lo visitó en el rancho Wineville. En ese momento, Clark le dijo que temía por su vida. Una noche, mientras Northcott dormía, Jessie se enteró por parte de Clark que Gordon Northcott había asesinado a cuatro niños en su rancho. Una vez que regresó a Canadá una semana después, Jessie informó a un cónsul estadounidense allí sobre los crímenes de Northcott. El cónsul luego escribió una carta al Departamento de Policía de Los Ángeles (LAPD) detallando la denuncia jurada de Jessie. Debido a que inicialmente había cierta preocupación por un problema de inmigración, el LAPD se comunicó con el Servicio de Inmigración de los Estados Unidos para determinar los hechos relacionados con la denuncia.
El 31 de agosto de 1928, dos inspectores del Servicio de Inmigración, Judson F. Shaw y George W. Scallorn, visitaron el rancho y detuvieron a Clark. Northcott había visto a los agentes conduciendo por el largo camino hacia su rancho y, antes de huir hacia la línea de árboles, le dijo a Clark que los detuviera o, de lo contrario, él (Northcott) le dispararía desde la línea de árboles con un rifle. Durante las siguientes dos horas, mientras Clark se detuvo, Northcott siguió corriendo. Finalmente, cuando Clark sintió que los agentes podían protegerlo, les dijo que Northcott había huido hacia los árboles que bordeaban el borde de su propiedad.
Northcott y su madre, Sarah Louise, huyeron a Canadá, pero fueron arrestados cerca de Vernon, Columbia Británica, el 19 de septiembre de 1928. Clark testificó en la sentencia de Sarah Louise que Northcott había secuestrado, abusado sexualmente, golpeado y asesinado a tres niños pequeños con la ayuda de su madre y el propio Clark. Clark también testificó sobre el asesinato de un cuarto joven, un ciudadano mexicano, después de lo cual Northcott había obligado a Clark a ayudar a deshacerse de la cabeza de la víctima quemándola en una fogata y luego aplastando el cráneo. Northcott afirmó que "dejó el cuerpo decapitado al costado de la carretera cerca de La Puente porque no tenía otro lugar donde ponerlo". Dijo que la cal viva se utilizó para deshacerse de los restos y que los cuerpos fueron enterrados en el rancho.
Las autoridades encontraron tres tumbas poco profundas en el rancho exactamente donde Clark había dicho que estaban. Sin embargo, se encontró que estas tumbas no contenían cuerpos completos, sino solo partes. Durante el testimonio de Clark y su hermana Jessie, se supo que los cuerpos habían sido desenterrados por Northcott y su madre la noche del 4 de agosto de 1928, unas semanas antes de que Clark fuera puesto bajo custodia protectora. Habían llevado los cuerpos a una zona desierta, donde probablemente fueron quemados durante la noche. Los cuerpos completos nunca fueron recuperados.
Las pruebas encontradas en las tumbas consistían en "51 partes de anatomía humana ... esos fragmentos silenciosos de pruebas, de huesos y sangre humanos, han hablado y corroborado el testimonio de testigos vivos". Esta evidencia permitió a las autoridades concluir que Walter Collins, los dos hermanos Winslow y la cuarta víctima no identificada habían sido asesinados. Las partes del cuerpo que se encontraron, junto con el testimonio de Clark, resultaron en una sentencia de muerte para Gordon Northcott y cadena perpetua para Sarah Louise Northcott.
La policía canadiense arrestó a Gordon Stewart Northcott y su madre el 19 de septiembre de 1928. Debido a errores en los trámites de extradición, no fueron devueltos a Los Ángeles hasta el 30 de noviembre de 1928. 
Mientras Sarah Northcott y su hijo, Gordon, estaban detenidos en Columbia Británica en espera de ser extraditados a California, Sarah confesó los asesinatos, incluido el de Walter Collins, de nueve años. Pero antes de ser extraditada a California, se retractó de su confesión, al igual que Gordon Northcott, quien había confesado haber matado a más de cinco niños.
Después de que Sarah y su hijo fueron extraditados de Columbia Británica a California, una vez más confesó y se declaró culpable del asesinato de Walter Collins. No fue sometida a juicio; tras su declaración de culpabilidad, el juez del Tribunal Superior Morton la condenó a cadena perpetua el 31 de diciembre de 1928, ahorrándola la pena de muerte por ser mujer. Durante su audiencia de sentencia, afirmó que su hijo era inocente e hizo una variedad de afirmaciones sobre su parentesco, incluido que era hijo ilegítimo de un noble inglés, que ella era la abuela de Gordon, y que él era el resultado del incesto entre su esposo, Cyrus George Northcott, y su hija. También afirmó que cuando era niño, toda la familia abusó sexualmente de Gordon. Cumplió su condena en la prisión estatal de Tehachapi y fue puesta en libertad condicional después de menos de doce años. 
Gordon Northcott estuvo implicado en el asesinato de Walter Collins, pero debido a que su madre ya había confesado y había sido sentenciada por ello, el estado decidió no procesar a Gordon por ese asesinato. 
Se especuló que Gordon pudo haber matado hasta a 20 niños, pero el estado de California no pudo presentar evidencia para respaldar esa especulación. En última instancia, el estado solo presentó una acusación formal contra Gordon por los asesinatos de un ciudadano mexicano menor de edad no identificado (conocido como el "mexicano sin cabeza") y los hermanos Lewis y Nelson Winslow (de 12 y 10 años, respectivamente). Los hermanos habían sido reportados como desaparecidos de Pomona el 16 de mayo de 1928. 
A principios de 1929, el juicio de Gordon Northcott se llevó a cabo ante el juez George R. Freeman en el condado de Riverside, California. El jurado escuchó que secuestró, abusó sexualmente, torturó y asesinó a los hermanos Winslow y al "mexicano sin cabeza" en 1928. El 8 de febrero de 1929, el juicio de 27 días terminó cuando Gordon fue declarado culpable de esos asesinatos.
El 13 de febrero de 1929 Freeman lo condenó a muerte, una turba esperaba afuera de la corte para colgarlo pero la LAPD los retuvo, un día antes de su ejecución Christine Collins, madre de Walter lo visitó con el pretexto de que Northcott iba a explicarle todo lo ocurrido sin embargo, dadas sus evasivas y las afirmaciones ambiguas e incoherentes, Collins concluyó simplemente que nada de lo que le dijo era cierto, continuando la búsqueda de su hijo hasta su fallecimiento, Northcott fue ahorcado el 2 de octubre de 1930 en la Prisión Estatal de San Quintín a sus 23 años y sepultado en la propia prisión.

## Secuestros y asesinatos
Tras las continuas desapariciones, se levantaron una ola de inquietudes entre la gente y las autoridades, y no tuvieron más remedio que comenzar a investigar.

### Asesinatos en la granja de Wineville
Sarah Northcott siempre fue muy consciente de que su hijo era un pederasta, por lo que no le causó sorpresa enterarse de qué era lo que realmente había en los gallineros.
Allí murieron los hermanos Winslow y el niño mexicano. Sanford Clark, hijo de una hermana de Gordon residente en Canadá, vivía temporalmente con su tío, que abusó sexualmente de él y le obligó a participar en los crímenes, acabó confesando los crímenes a la policía. Por ser menor y debido al terror que su tío le inspiraba y que le hacía temer por su propia vida, no fue juzgado por su participación en los asesinatos, sino recluido por varios años en un reformatorio

## Declaraciones
Gordon Northcott fue interrogado durante un total de 27 días, y finalmente, el 7 de febrero de 1929 aceptó sus crímenes e inculpó a su madre y a su sobrino. Declaró los asesinatos de Walter Collins, Lewis y Nelson Winslow y el niño mexicano. Declaró que había dejado los cuerpos por el lado de la carretera cerca de La Puente. Los periódicos publicaban notas todos los días sobre los asesinatos del gallinero de Wineville y bautizaron a Gordon Northcott como El Asesino del Gallinero.

## Muerte
El jurado lo condenó por secuestrar, abusar sexualmente, torturar, asesinar, y descuartizar a éstos y otros niños durante 1928. El 13 de febrero de 1929, el Juez Freeman condenó a Gordon a ser ahorcado en la Prisión Estatal de San Quintín, sentencia que se llevó a cabo el 2 de octubre de 1930.

## Árbol genealógico de la familia Northcott
|              |              |              |              |              |              |  |  |                    |                    | Sarah Louise Northcott | Sarah Louise Northcott | Sarah Louise Northcott | Sarah Louise Northcott | Sarah Louise Northcott | Sarah Louise Northcott |                                                                 |                                                                 |                                                                 |                                                                 |                                                                 |                                                                 | George Cyrus Northcott | George Cyrus Northcott | George Cyrus Northcott                                                   | George Cyrus Northcott                                                   | George Cyrus Northcott                                                   | George Cyrus Northcott                                                   |                                                                          |                                                                          |  |  |             |             |             |             |             |             |
|              |              |              |              |              |              |  |  |                    |                    | Sarah Louise Northcott | Sarah Louise Northcott | Sarah Louise Northcott | Sarah Louise Northcott | Sarah Louise Northcott | Sarah Louise Northcott |                                                                 |                                                                 |                                                                 |                                                                 |                                                                 |                                                                 | George Cyrus Northcott | George Cyrus Northcott | George Cyrus Northcott                                                   | George Cyrus Northcott                                                   | George Cyrus Northcott                                                   | George Cyrus Northcott                                                   |                                                                          |                                                                          |  |  |             |             |             |             |             |             |
|              |              |              |              |              |              |  |  |                    |                    |                        |                        |                        |                        |                        |                        |                                                                 |                                                                 |                                                                 |                                                                 |                                                                 |                                                                 |                        |                        |                                                                          |                                                                          |                                                                          |                                                                          |                                                                          |                                                                          |  |  |             |             |             |             |             |             |
|              |              |              |              |              |              |  |  |                    |                    |                        |                        |                        |                        |                        |                        |                                                                 |                                                                 |                                                                 |                                                                 |                                                                 |                                                                 |                        |                        |                                                                          |                                                                          |                                                                          |                                                                          |                                                                          |                                                                          |  |  |             |             |             |             |             |             |
|              |              |              |              |              |              |  |  | John Clark         | John Clark         | John Clark             | John Clark             | John Clark             | John Clark             |                        |                        | Winifred Northcott Clark                                        | Winifred Northcott Clark                                        | Winifred Northcott Clark                                        | Winifred Northcott Clark                                        | Winifred Northcott Clark                                        | Winifred Northcott Clark                                        |                        |                        | Gordon Stewart Northcott (9 de noviembre de 1906 – 2 de octubre de 1930) | Gordon Stewart Northcott (9 de noviembre de 1906 – 2 de octubre de 1930) | Gordon Stewart Northcott (9 de noviembre de 1906 – 2 de octubre de 1930) | Gordon Stewart Northcott (9 de noviembre de 1906 – 2 de octubre de 1930) | Gordon Stewart Northcott (9 de noviembre de 1906 – 2 de octubre de 1930) | Gordon Stewart Northcott (9 de noviembre de 1906 – 2 de octubre de 1930) |  |  |             |             |             |             |             |             |
|              |              |              |              |              |              |  |  | John Clark         | John Clark         | John Clark             | John Clark             | John Clark             | John Clark             |                        |                        | Winifred Northcott Clark                                        | Winifred Northcott Clark                                        | Winifred Northcott Clark                                        | Winifred Northcott Clark                                        | Winifred Northcott Clark                                        | Winifred Northcott Clark                                        |                        |                        | Gordon Stewart Northcott (9 de noviembre de 1906 – 2 de octubre de 1930) | Gordon Stewart Northcott (9 de noviembre de 1906 – 2 de octubre de 1930) | Gordon Stewart Northcott (9 de noviembre de 1906 – 2 de octubre de 1930) | Gordon Stewart Northcott (9 de noviembre de 1906 – 2 de octubre de 1930) | Gordon Stewart Northcott (9 de noviembre de 1906 – 2 de octubre de 1930) | Gordon Stewart Northcott (9 de noviembre de 1906 – 2 de octubre de 1930) |  |  |             |             |             |             |             |             |
|              |              |              |              |              |              |  |  |                    |                    |                        |                        |                        |                        |                        |                        |                                                                 |                                                                 |                                                                 |                                                                 |                                                                 |                                                                 |                        |                        |                                                                          |                                                                          |                                                                          |                                                                          |                                                                          |                                                                          |  |  |             |             |             |             |             |             |
|              |              |              |              |              |              |  |  |                    |                    |                        |                        |                        |                        |                        |                        |                                                                 |                                                                 |                                                                 |                                                                 |                                                                 |                                                                 |                        |                        |                                                                          |                                                                          |                                                                          |                                                                          |                                                                          |                                                                          |  |  |             |             |             |             |             |             |
| Jessie Clark | Jessie Clark | Jessie Clark | Jessie Clark | Jessie Clark | Jessie Clark |  |  | June McInnes Clark | June McInnes Clark | June McInnes Clark     | June McInnes Clark     | June McInnes Clark     | June McInnes Clark     |                        |                        | Sanford Wesley Clark (1 de marzo de 1913 – 20 de junio de 1991) | Sanford Wesley Clark (1 de marzo de 1913 – 20 de junio de 1991) | Sanford Wesley Clark (1 de marzo de 1913 – 20 de junio de 1991) | Sanford Wesley Clark (1 de marzo de 1913 – 20 de junio de 1991) | Sanford Wesley Clark (1 de marzo de 1913 – 20 de junio de 1991) | Sanford Wesley Clark (1 de marzo de 1913 – 20 de junio de 1991) |                        |                        | Kenneth Clark                                                            | Kenneth Clark                                                            | Kenneth Clark                                                            | Kenneth Clark                                                            | Kenneth Clark                                                            | Kenneth Clark                                                            |  |  | Eddie Clark | Eddie Clark | Eddie Clark | Eddie Clark | Eddie Clark | Eddie Clark |
| Jessie Clark | Jessie Clark | Jessie Clark | Jessie Clark | Jessie Clark | Jessie Clark |  |  | June McInnes Clark | June McInnes Clark | June McInnes Clark     | June McInnes Clark     | June McInnes Clark     | June McInnes Clark     |                        |                        | Sanford Wesley Clark (1 de marzo de 1913 – 20 de junio de 1991) | Sanford Wesley Clark (1 de marzo de 1913 – 20 de junio de 1991) | Sanford Wesley Clark (1 de marzo de 1913 – 20 de junio de 1991) | Sanford Wesley Clark (1 de marzo de 1913 – 20 de junio de 1991) | Sanford Wesley Clark (1 de marzo de 1913 – 20 de junio de 1991) | Sanford Wesley Clark (1 de marzo de 1913 – 20 de junio de 1991) |                        |                        | Kenneth Clark                                                            | Kenneth Clark                                                            | Kenneth Clark                                                            | Kenneth Clark                                                            | Kenneth Clark                                                            | Kenneth Clark                                                            |  |  | Eddie Clark | Eddie Clark | Eddie Clark | Eddie Clark | Eddie Clark | Eddie Clark |
|              |              |              |              |              |              |  |  |                    |                    |                        |                        |                        |                        |                        |                        |                                                                 |                                                                 |                                                                 |                                                                 |                                                                 |                                                                 |                        |                        |                                                                          |                                                                          |                                                                          |                                                                          |                                                                          |                                                                          |  |  |             |             |             |             |             |             |
|              |              |              |              |              |              |  |  |                    |                    |                        |                        |                        |                        |                        |                        |                                                                 |                                                                 |                                                                 |                                                                 |                                                                 |                                                                 |                        |                        |                                                                          |                                                                          |                                                                          |                                                                          |                                                                          |                                                                          |  |  |             |             |             |             |             |             |
|              |              |              |              |              |              |  |  | Jerry Clark        | Jerry Clark        | Jerry Clark            | Jerry Clark            | Jerry Clark            | Jerry Clark            |                        |                        | Robert Clark                                                    | Robert Clark                                                    | Robert Clark                                                    | Robert Clark                                                    | Robert Clark                                                    | Robert Clark                                                    |                        |                        |                                                                          |                                                                          |                                                                          |                                                                          |                                                                          |                                                                          |  |  |             |             |             |             |             |             |

## Cultura popular
Clint Eastwood dirigió una película en 2008 basada en estos sucesos, titulada Changeling.